# Phyllophaga latidens
Phyllophaga latidens är en skalbaggsart som beskrevs av Schaeffer 1906. Phyllophaga latidens ingår i släktet Phyllophaga och familjen Melolonthidae. Inga underarter finns listade i Catalogue of Life.